# Jamaican International 1982
Die Jamaican International 1982 im Badminton fanden vom 15. bis zum 20. Mai 1982 in Kingston statt.

## Finalresultate
| Disziplin    | Sieger                        | Finalist                     | Ergebnis          |
| ------------ | ----------------------------- | ---------------------------- | ----------------- |
| Herreneinzel | Federico Valdez               | Garth King                   | 15–7, 15–4        |
| Dameneinzel  | Marie Leyow                   | Debbie Binns                 | 11–1, 4–11, 11–1  |
| Herrendoppel | Federico Valdez Germán Valdez | George Hugh Sammy Leyow      | 14–17, 15–3, 15–9 |
| Damendoppel  | Judy Ziadie Marie Leyow       | Debbie Binns Terry Leyow     |                   |
| Mixed        | Robert Richards Marie Leyow   | Federico Valdez Debbie Binns | 15–11, 15–13      |